# Dinarthropsis
Dinarthropsis är ett släkte av nattsländor. Dinarthropsis ingår i familjen kantrörsnattsländor.
Kladogram enligt Catalogue of Life:
| Dinarthropsis | \| \| Dinarthropsis brevipennis \| \| \| \| \| \| Dinarthropsis longipenis \| \| \| \| \| \| Dinarthropsis picea \| \| \| \| |
|               | \| \| Dinarthropsis brevipennis \| \| \| \| \| \| Dinarthropsis longipenis \| \| \| \| \| \| Dinarthropsis picea \| \| \| \| |
|               | Dinarthropsis brevipennis |
|               | |
|               | Dinarthropsis longipenis |
|               | |
|               | Dinarthropsis picea |
|               | |